# 台湾地理中心
座標: 北緯23度58分26.0秒 東経120度58分55.2秒 / 北緯23.973889度 東経120.982000度
台湾地理中心（たいわんちりちゅうしん）は台湾南投県埔里鎮の虎子山（虎頭山、虎仔山、虎仔耳山）山頂、海抜555メートル地点にある地理的中心地。一等三角点が設置されている。埔里盆地を俯瞰でき、台14線（埔霧公路）に隣接しているため、観光地となっている。三角点とは別に台湾地理中心碑（たいわんちりちゅうしんひ）も存在する。

## 中心点（三角点）

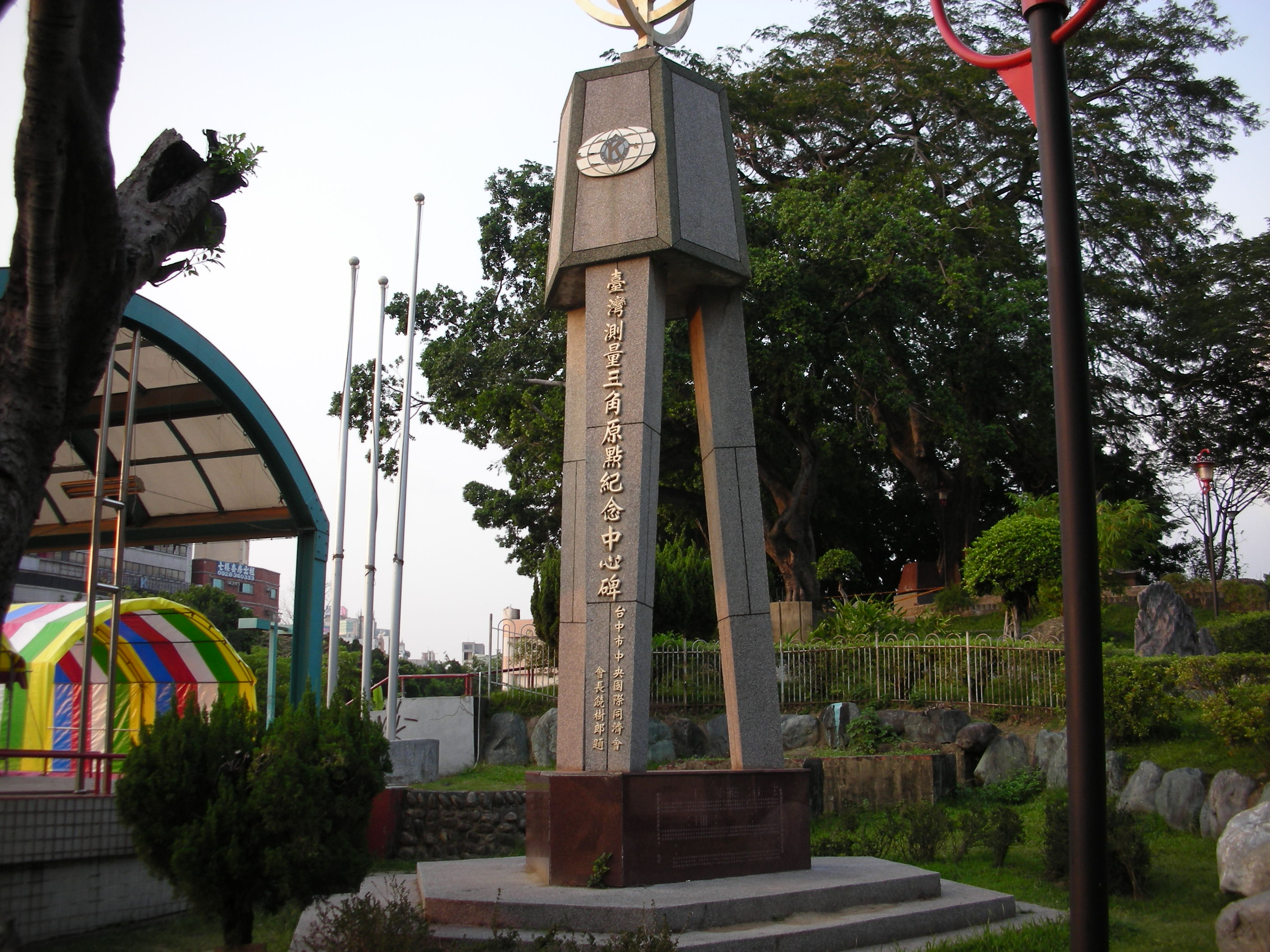
台中市の台湾地籍測量三角原点紀念中心碑

日本統治時代の1898年8月、砲台山（現在の台中市北区の台中公園内）に地籍測量のための三等三角点が設置され、台湾の歴史上初めての三角測量が行われた。その後砲台山では1984年に「台湾地籍測量三角原点紀念中心碑」が建立されている。

### 初代
1906年12月13日に台中州埔里街（現・南投県埔里鎮）の虎子山山頂部（東経120度58分25秒、北緯23度58分32秒）に東京天文台技師が一等三角点を設置し、中央山脈の三角点設置のための基準点とした。（東経120度58分25.975秒、北緯23度58分32.340秒）
台湾堡図はこれを用いて作成されている。これが戦前における台湾の中心点だった。三角点のそばには『台灣中央碑』という石碑もあったが、1935年の新竹・台中地震で損傷している。
大正時代に製作された5万分の1の地図には虎子山山頂に三角点が存在することが確認できる。
1920年（大正9年）、山頂には無格社の能高社が建立された。1925年（大正14年）に山麓の現・中心碑付近に「能高神社」として移設されることになり、1927年に竣工した。

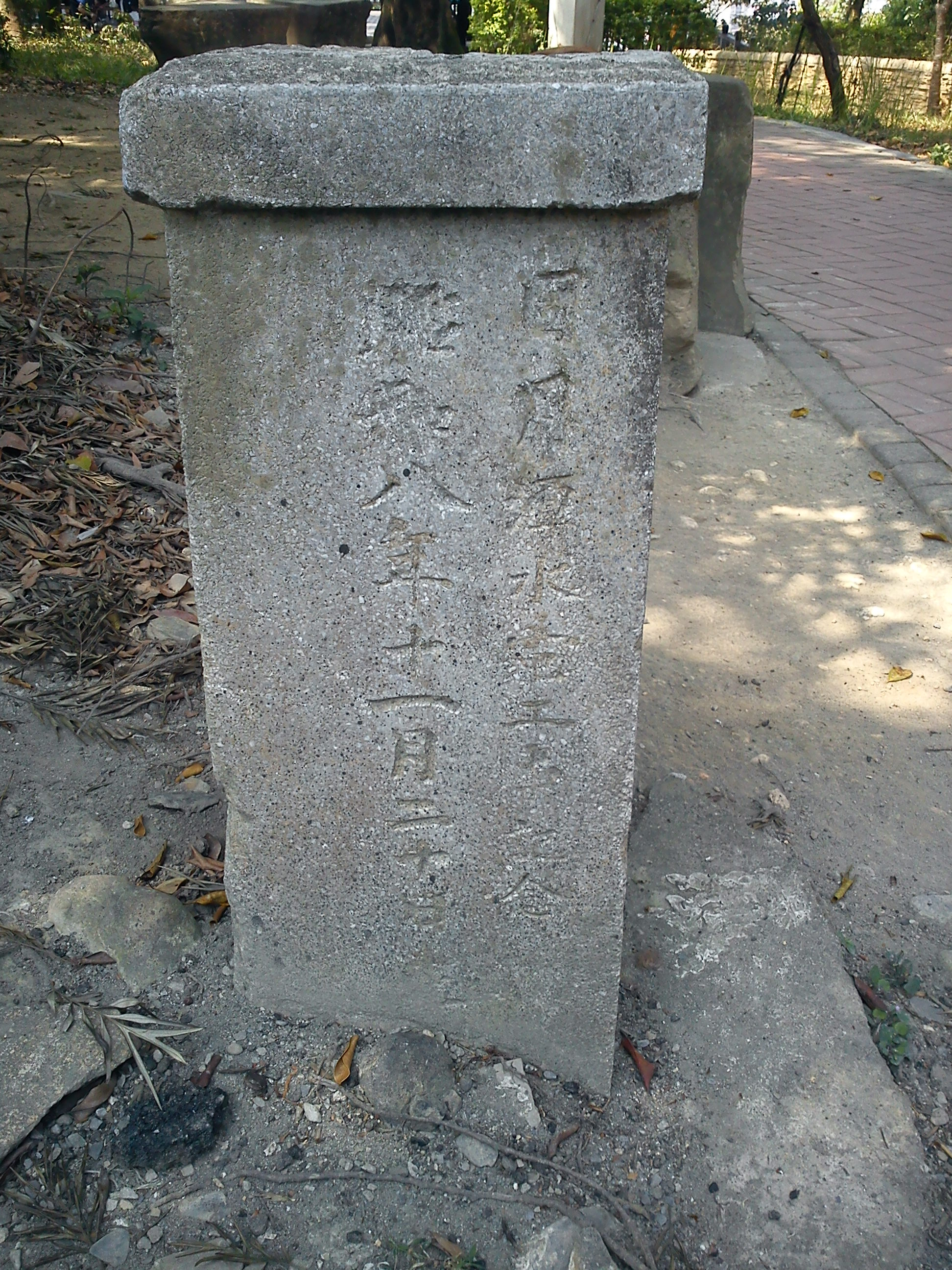
虎子山頂の能高社跡
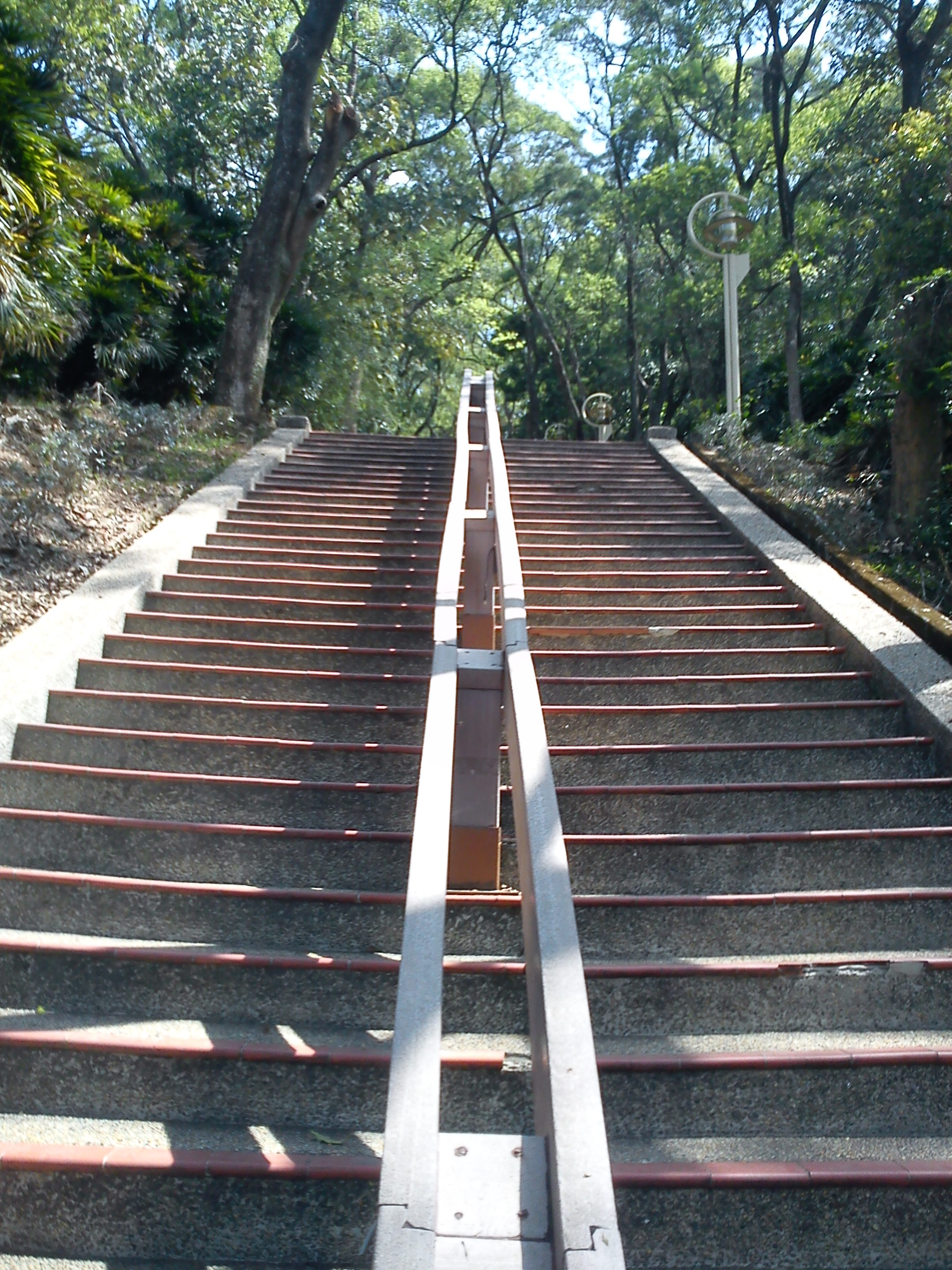
かつて神社の参道だった三角点への石段
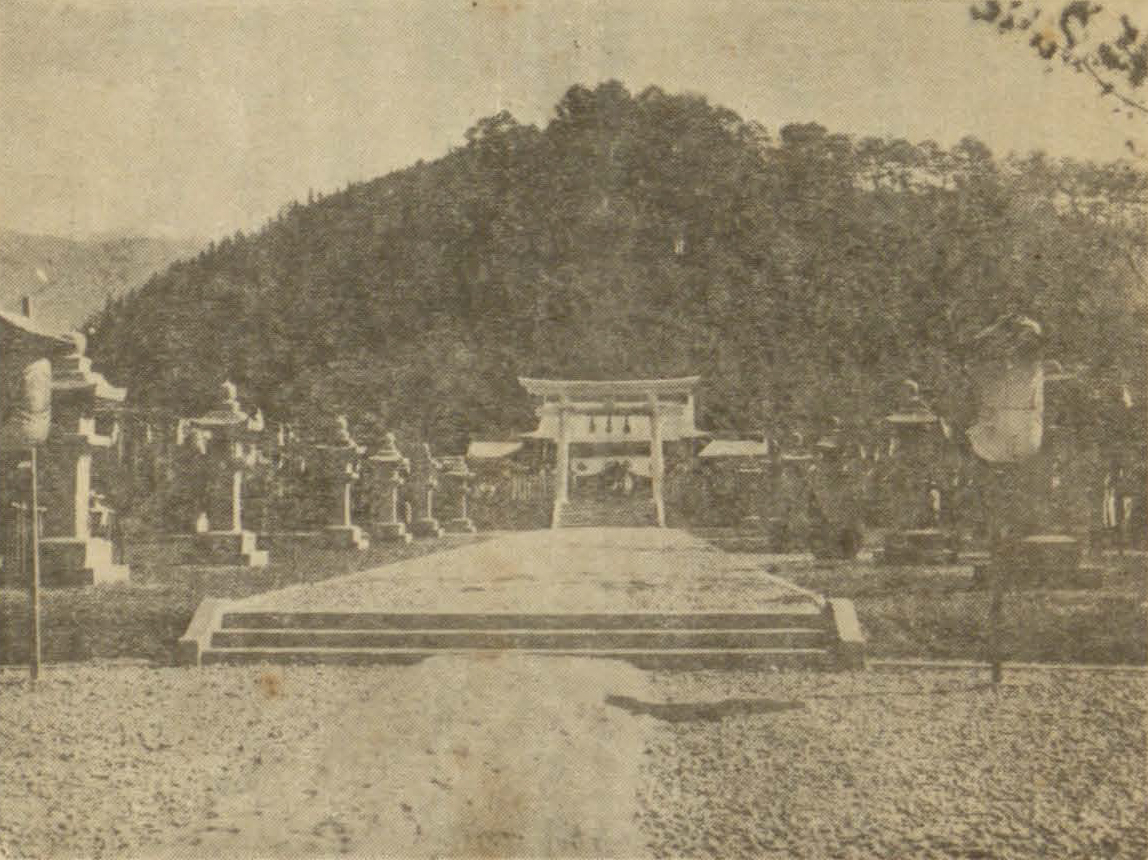
戦前の能高神社（移設後）

### 二代目
戦後、国民政府の統治下となると1952年に全土の軍事地図が必要だったことから同じ地点で測量の起点となった。経済成長による建設需要増大や自然災害により、全土に分布する三角点の変位や破損が深刻となったため、再測量を行い1970年に制定された台湾省三角点成果表に基づき、経緯度は変わらないものの、方位原点が変更された。大理石の碑文は以下のように記述されている。
1976年2月から1977年8月にかけて、内政部が聯勤測量隊に委託しての測量後、林務局が1976年10月に虎子山で二代目となる「台湾省虎子山三角原点」を設置した。また黒い石碑がモニュメントとして置かれていたが、1999年の921大地震による地殻変動の影響で損傷しただけではなく、基準点自体が数メートルずれることになった。

### 三代目

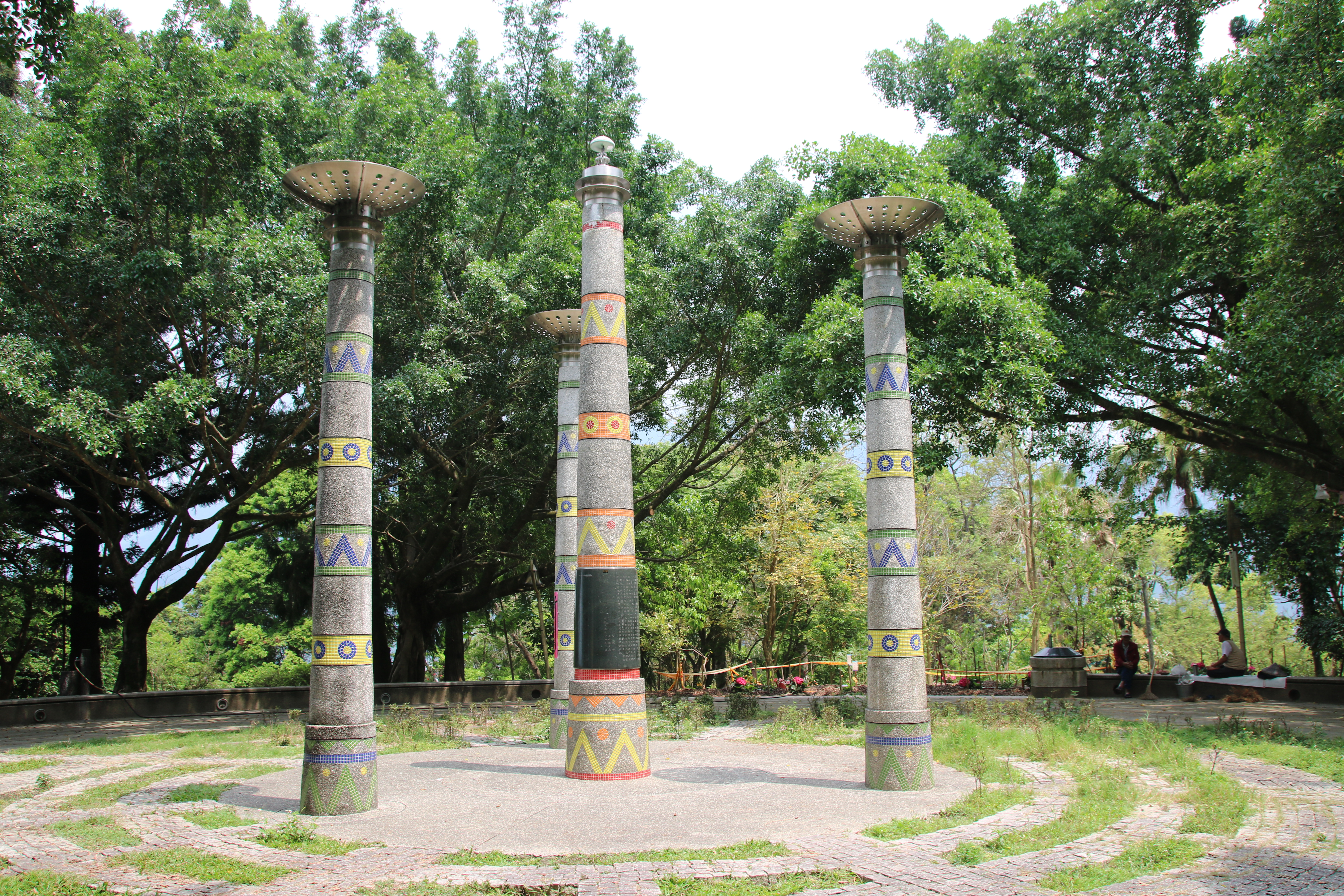
山頂の経緯度原点跡にある衛星追従点

虎子山山頂の三角点は1999年の大地震までは台湾の経緯度原点でもあった。現在は人工衛星による測量が主流となったため衛星基準站（人工衛星からの捕捉点）として使われているものの、上記2代目三角原点地理原点としての役目を終えている。トーテムポールのような装飾が施された4本の円柱があり、その中心の柱には『埔里衛星追蹤站』と記されている。

## 台湾地理中心碑

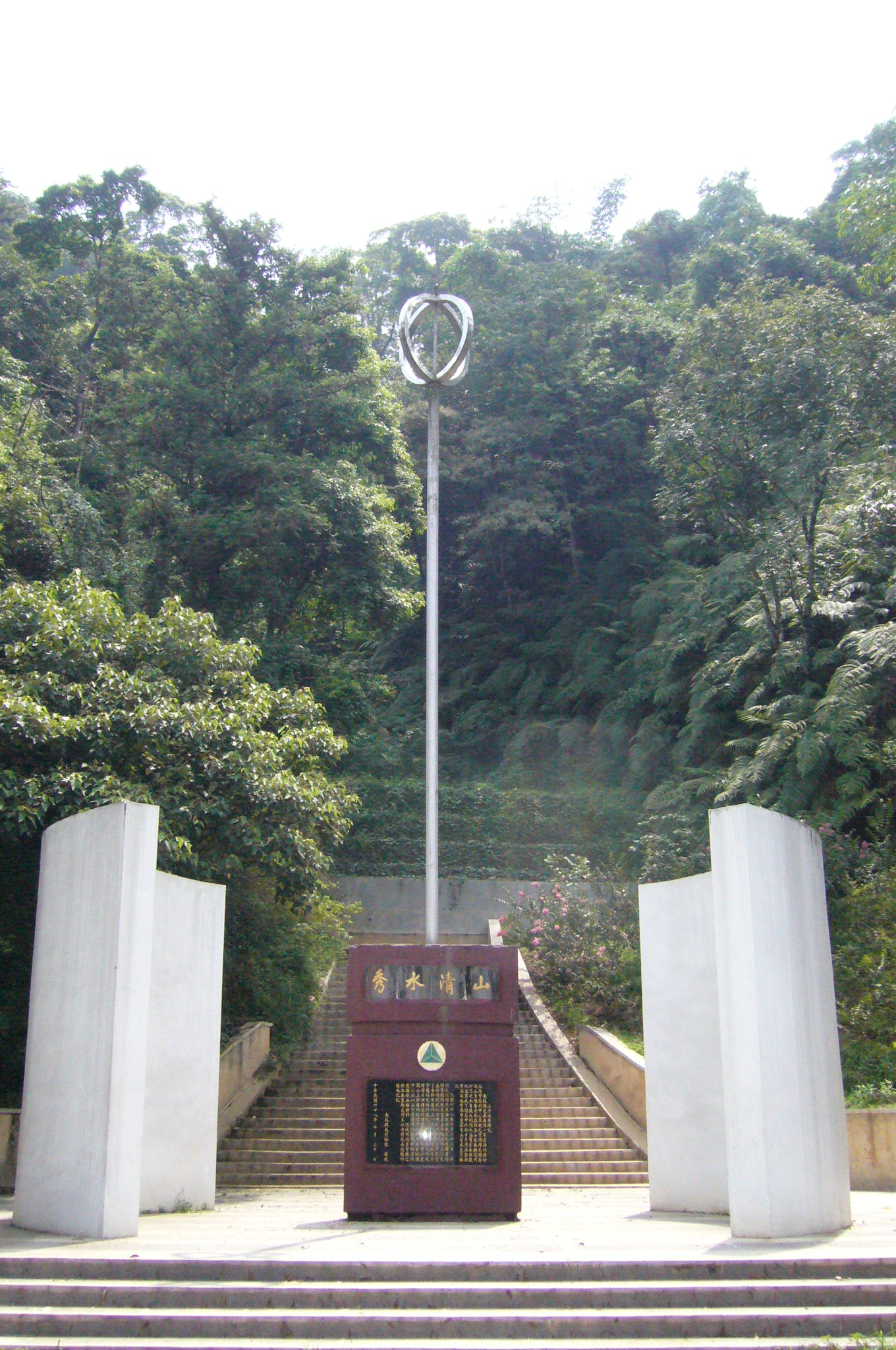
台湾地理中心碑

上記の中心点から400段近い石段で下った場所に建てられている。戦前は虎子山頂から移設された能高神社の境内だったが、1953年に県立埔里初級農業職業学校（現・国立埔里高級工業職業学校）が建てられた。神社の狛犬は鎮内の醒霊寺に移設されている。
三角点は戦後に破壊されたため、1965年に南投県長だった楊昭璧の主導で県政府が職業学校付近に「台湾地理中心碑」と呼ばれるオブジェを設置した。
白い弧形の壁が中心碑を挟むように建てられている。中央には高さ3メートルのステンレス鋼のポールがあり、土台部分には『山清水秀』の文字が刻まれたモニュメントがある。これは1979年4月22日、中華民国総統蔣経国が仁愛郷の視察時に南投県の自然の美しさを表す成語『山清水秀』を残し、帰路の途上で立ち寄った埔里にて中心碑へ碑文を追加する指示を出した。そして当時の県長劉裕猷により碑文が追加されることになった。縦87センチ、横139センチの碑文は以下のように記されている。

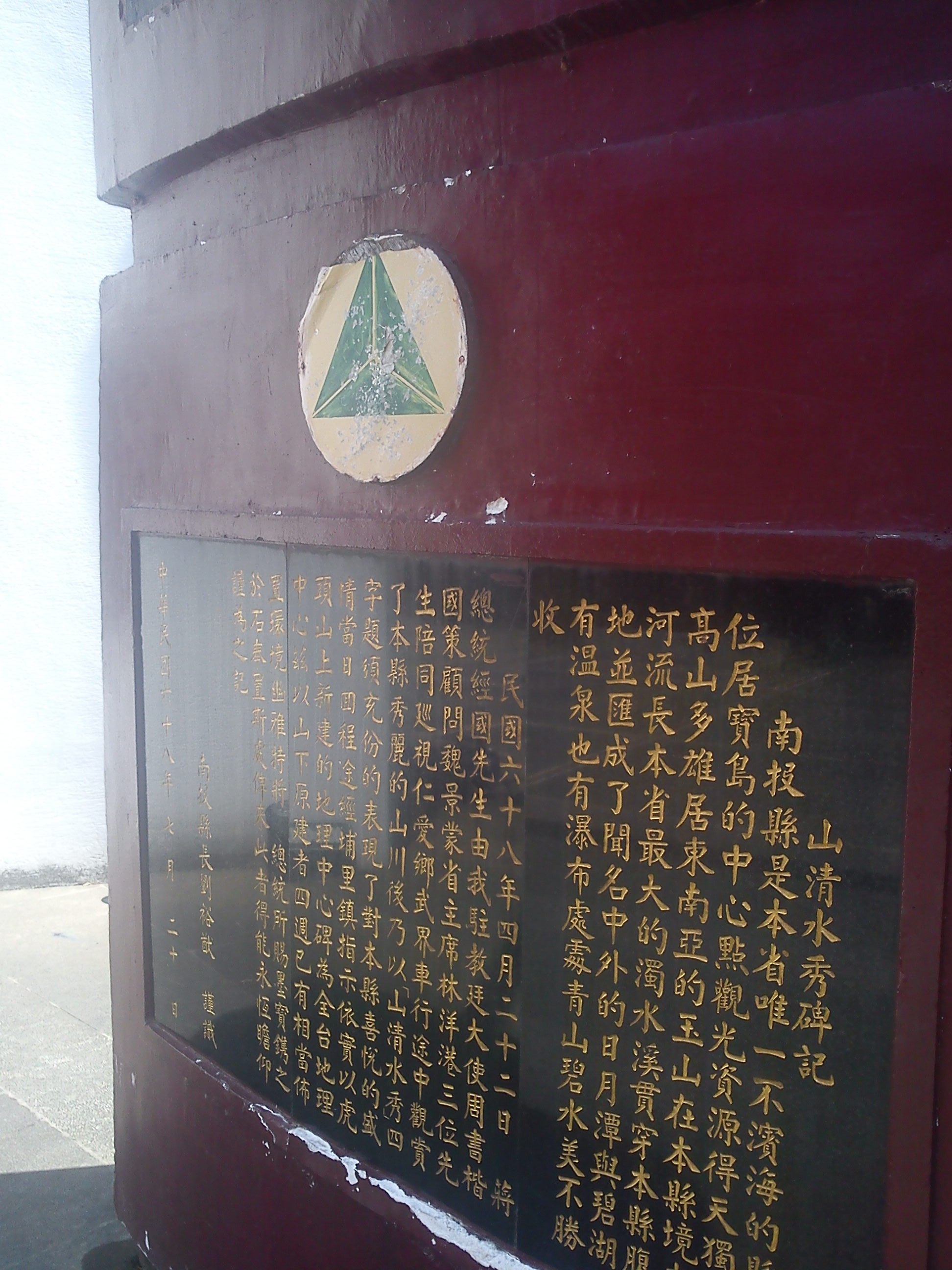
中心碑の「山清水秀」碑文
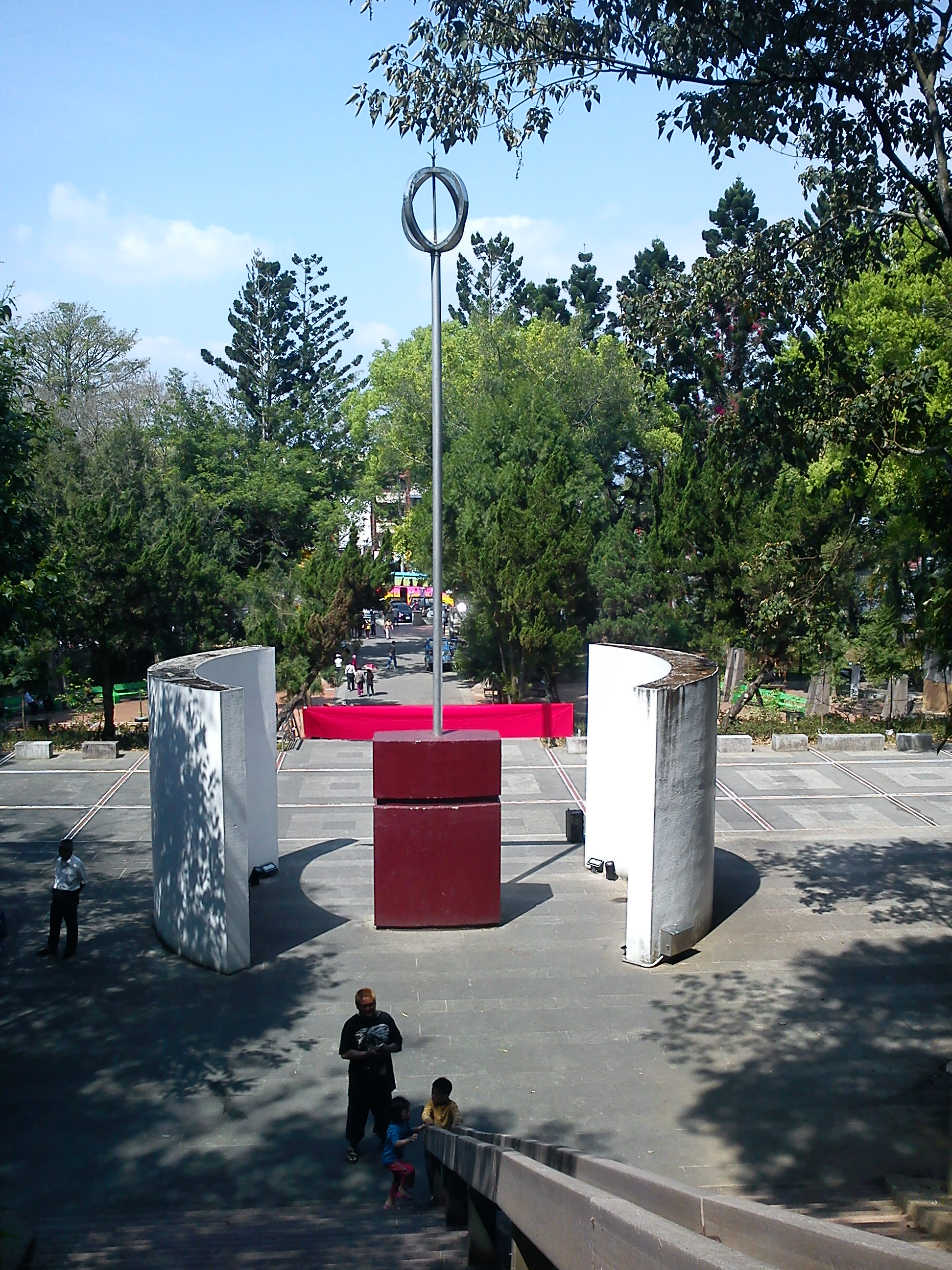
中心碑背面側

## 観光
2008年には中心碑前で日本の秋田県から訪問した竿灯のパフォーマンスが行われた。
2018年、設立まもない地理中心一帯を含む虎頭山風景区を日月潭国家風景区へ昇格編入させる県の構想に対して、視察に訪れた行政院長頼清徳は支持を表明している。

### その他複数の中心碑

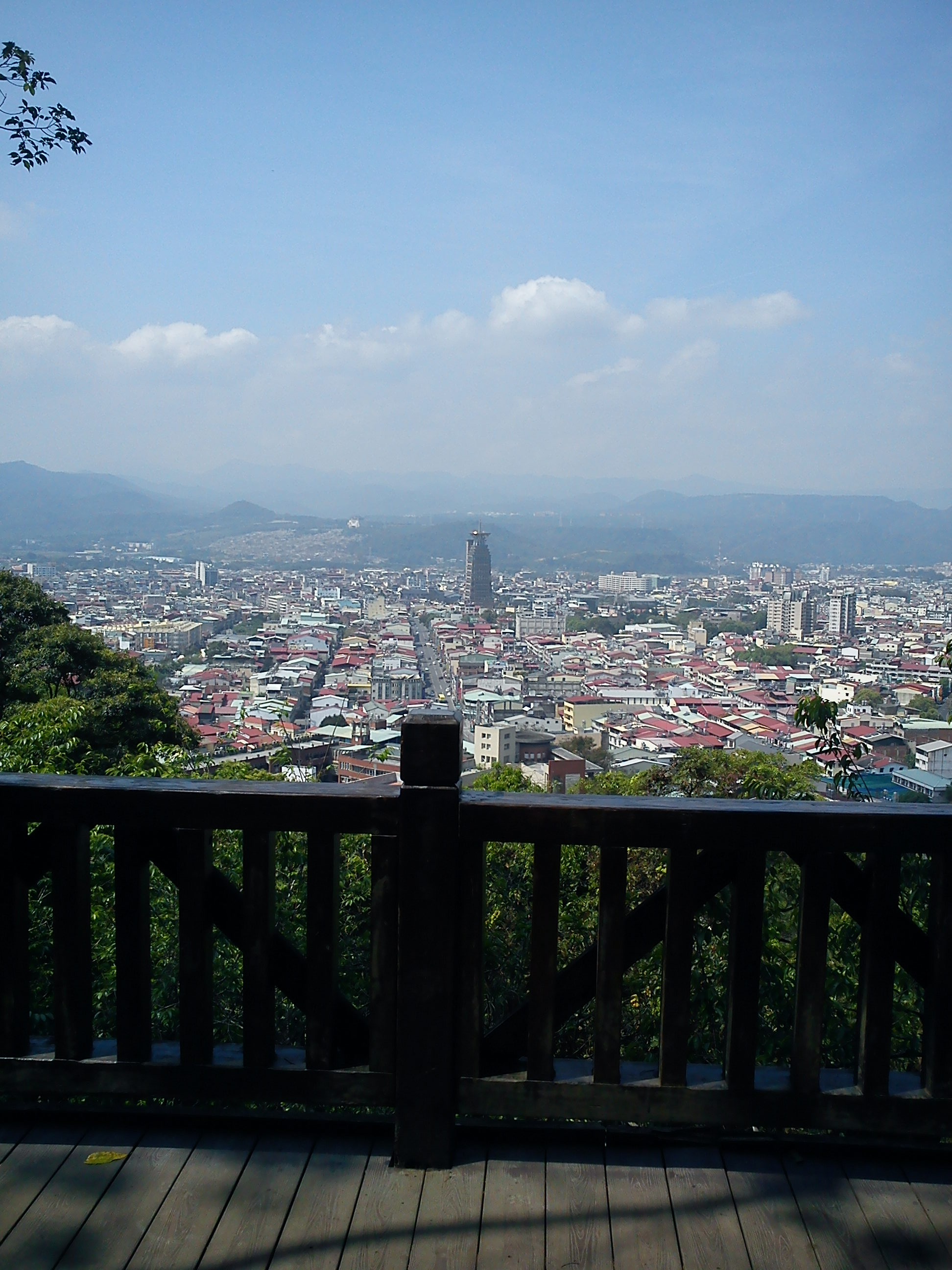
虎子山頂から俯瞰する埔里市街地

上記中心碑周辺には台湾省道台14線が信義路と中山路に分岐する地点、虎子山の麓に金色の字体で『台灣地理中心』と揮毫された石碑がある。これは中華民国副総統や台湾省政府主席を歴任した謝東閔が1993年に署名したもの。また、地理中心碑のある遊歩道入口左手には赤い毛筆体で『台湾地理中心』と揮毫された石碑があり、右手には台湾島を模った石碑に『台灣之心 埔里』とハートマーク入りで書かれた観光用のオブジェもある。

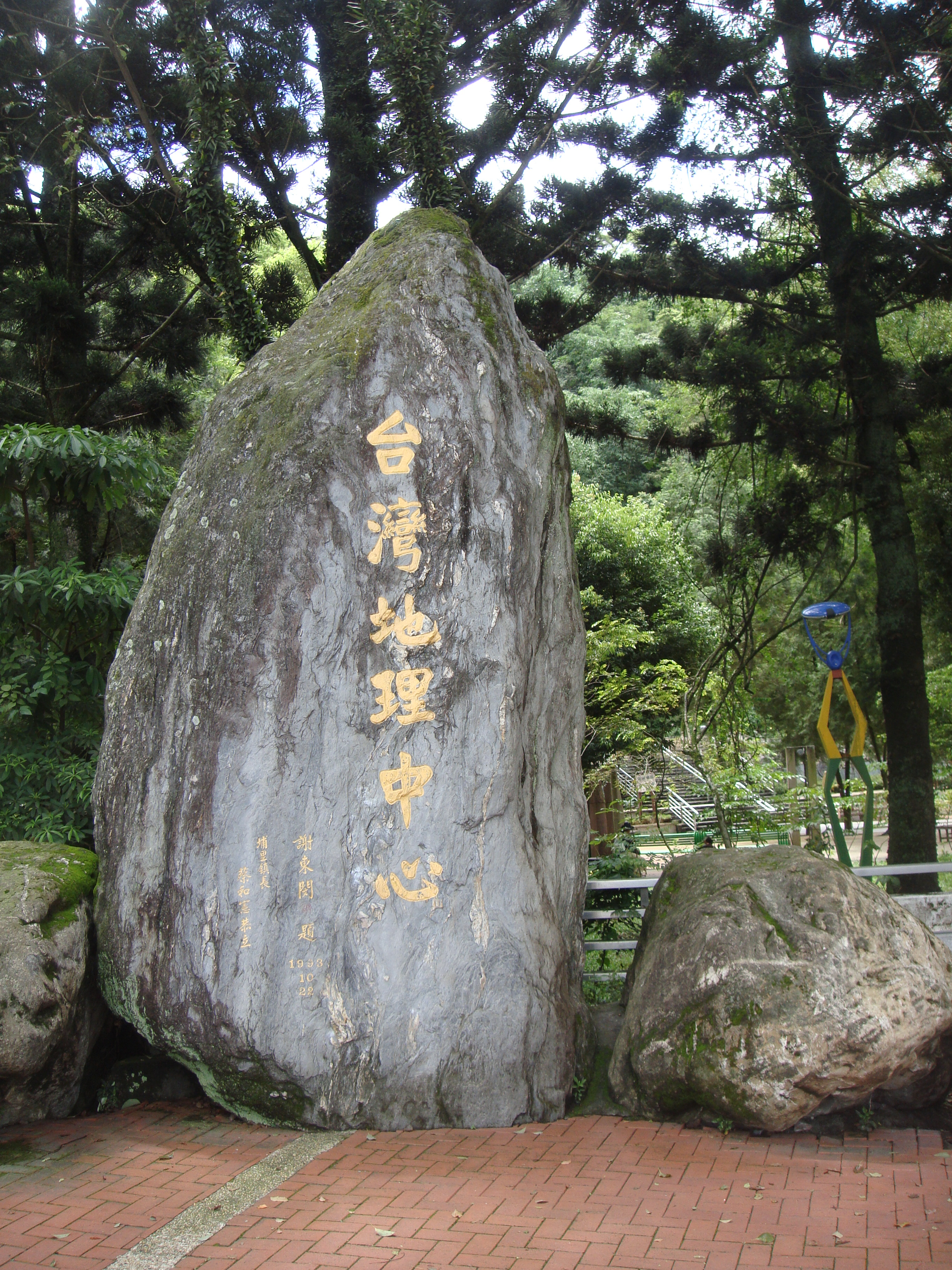
公園外の石碑
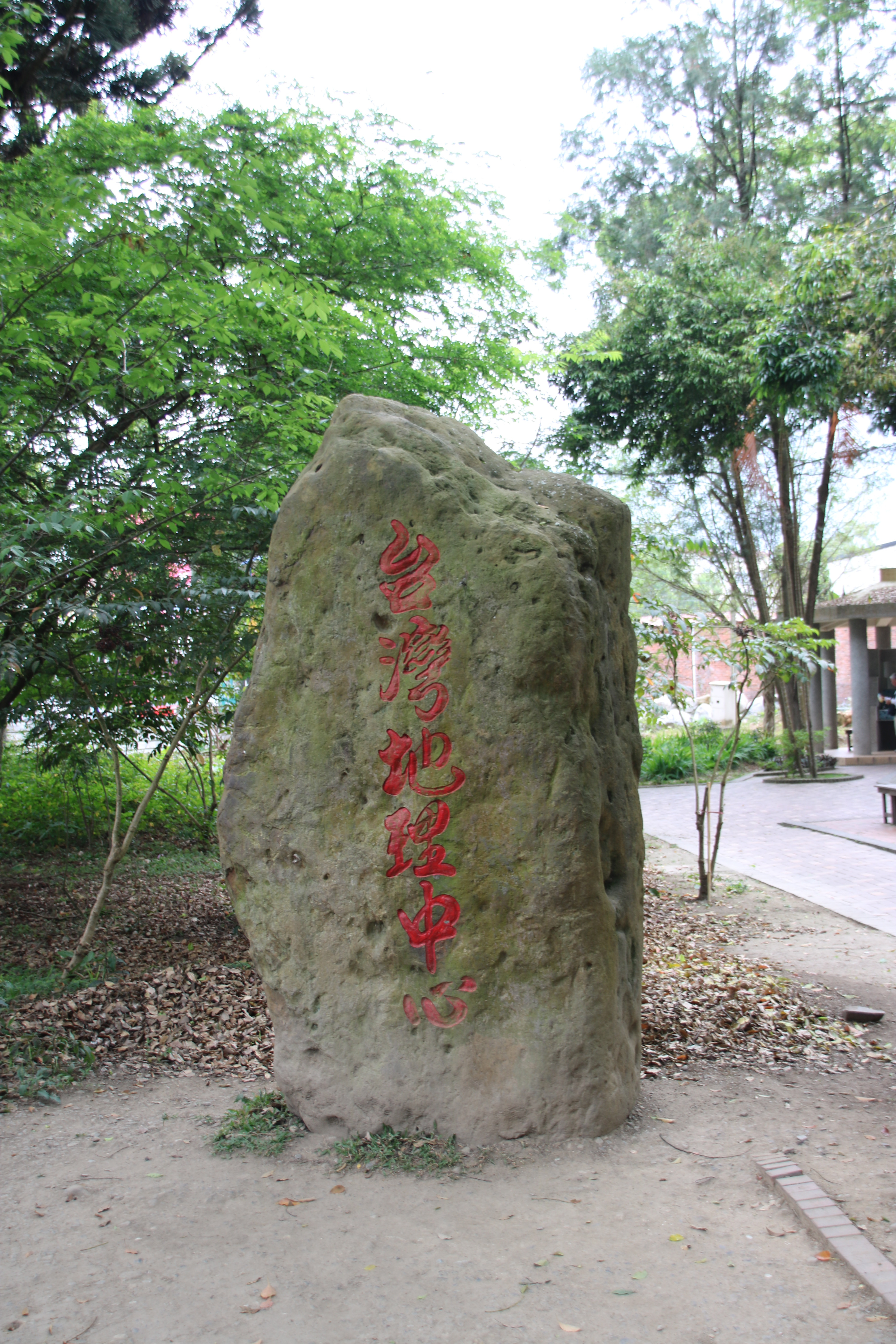
遊歩道の石碑

### その他の中心
東経121度線と北緯24度線の交差地点は同じ埔里鎮の蜈蚣里、地理中心碑から北東へ直線距離で約4km離れた海抜約1,100メートルの山中にある。また、埔里鎮市街地には埔里高職の学校南側に『中心路』という街路があり、中心碑前のバス停付近にはセブンイレブンの『中心園』店や、中華郵政の『埔里中心碑郵局』もある。

## 交通
全航客運6268路
- 国道経由

台中市の全航客運干城站から台鉄台中駅、水沙連高速公路で中心碑停留所まで直行
- 一般道経由
  - 逢甲大学から干城站、台鉄台中駅、高鉄台中駅経由の一般道系統
  - 干城站から台鉄台中駅経由の一般道系統

南投客運
- 台中各地から南投客運各系統、埔里転運站で県内系統に乗りかえて中心碑停留所下車